# Odra (afluent del Kupa)
L'Odra és un riu de la Croàcia central. Té 83 km (52 mi) km de llarg i la seva conca cobreix una àrea de 604 km2 (233 sq mi) km². La seva font és al mont Žumberak al sud-oest de Zagreb. Flueix cap a l'est, passa al sud de Velika Gorica, tomba cap al sud-est, més o menys paral·lel al riu Sava. Aporta les seves aigües al riu Kupa prop d'Odra Sisačka, al nord-est de Sisak, poc abans que el Kupa s'uneixi el riu Sava.
El flux superior de l'Odra ha estat significativament alterat per la mà humana amb la construcció del llarg canal Sava-Odra(-Sava) de 32 km al sud de Zagreb, com a mesura contra inundacions (primer posat en funcionament el 1979).